# Jesseisee
Der Jesseisee (russisch озеро Ессей) ist ein See in der russischen Region Krasnojarsk im Mittelsibirischen Bergland.
Der 238 km² große fischreiche See liegt auf einer Höhe von 266 m. Sein Abfluss, der Sikasjan, verlässt den Jesseisee am südlichen Seeende und fließt zum südlich verlaufenden Kotui, einem der beiden Quellflüsse der Chatanga.